# Eva Gebhard
 (mai 2011).
Si vous disposez d'ouvrages ou d'articles de référence ou si vous connaissez des sites web de qualité traitant du thème abordé ici, merci de compléter l'article en donnant les références utiles à sa vérifiabilité et en les liant à la section « Notes et références ».
Eva Gebhard, baronne Gourgaud, née le 28 juin 1886 à New York et décédée le 14 juillet 1959 à Yerres, est une mécène et collectionneuse américaine.

## Biographie
Eva Gebhard est la fille unique du banquier et photographe américain William Henri Gebhard (1827-1905) et de Cora Wilkinson (1864[réf. nécessaire]-1928), qui fut l'institutrice de sa nièce Mary Isabelle avant de devenir sa maîtresse, épousée le 10 décembre 1885, six mois et demi avant la naissance d'Eva.[réf. nécessaire] Sa mère dissimula son âge, conçue hors mariage, en la « rajeunissant » de dix ans[réf. nécessaire].
Sa tante paternelle, Mary Elisabeth Gebhard (1830-1883), avait épousé en 1852 le baron Jules Blanc (1820-1911), fils du baron Nicolas Blanc, industriel à Faverges (Savoie). 
Eva se marie le 25 septembre 1917 avec le baron Napoléon Gourgaud (1881-1944), dont elle divorça le 7 novembre 1939 (pour des raisons fiscales selon Christophe Pincemaille), sans en avoir eu d'enfants. Gabriel-Louis Pringué dit d'elle : « Le baron avait épousé une Américaine exceptionnellement bonne et gentille, serviable et amicale, mais qui s'habillait comme on se déguise. Elle semblait toujours se rendre à un bal costumé ».

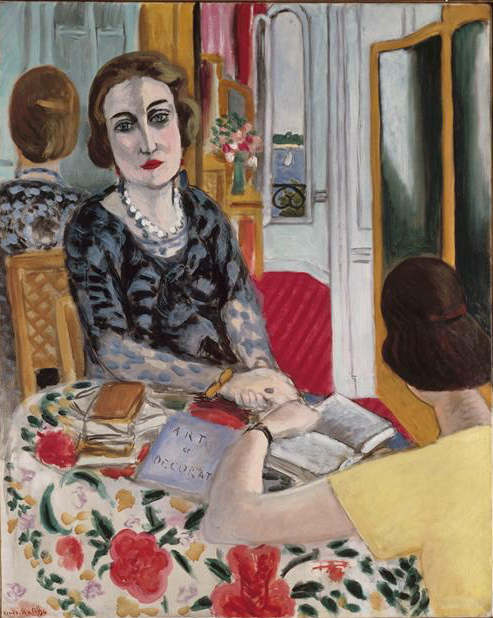
Portrait de la baronne Gourgaud, par Henri Matisse.

Reine et bonne fée de l'Île-d'Aix, Eva Gourgaud avait un goût immodéré pour le luxe et voulut - comme Edmond Rostand ne voulait voir que du blanc dans sa villa basque d'Arnaga - que dans sa maison de l'île tout soit rose, toutes les façades, tous les murs des pièces, y compris toutes les tourterelles du jardin, dont elle fit teindre le plumage de cette couleur. Elle est vêtue de rose et de gris dans le portrait que commença d'elle Marie Laurencin le 14 décembre 1922 : « J'ai presque terminé le portrait de la baronne G. Ce me fut difficile, ce n'est pas mon genre, c'est une Américaine, elle est tout en dents et son corps est sec. Mais quand on la connaît, on voit qu'elle est bonne ; elle est si robuste qu'elle a besoin de beaucoup de joies, beaucoup de monde autour d'elle et, c'est curieux, elle a une petite âme religieuse ».
Véritable mécène pour le bien commun, par simple philanthropie avec sa fortune et un solide sens des affaires, elle œuvra avec son époux à la promotion touristique de l'Île-d'Aix, ce « petit coin de paradis », dont ils firent la perle rare de la Charente-Maritime en invitant chez eux des personnalités célèbres de leur époque ayant beaucoup de relations mondaines.
En 1926, son mari acquiert l'ancienne maison du gouverneur de l'Île-d'Aix (la seule dotée d'un étage et d'un grenier), dans laquelle Napoléon Ier passa ses derniers jours sur le sol français, avant d'être exilé à Sainte-Hélène. 
En 1933, les Gourgaud inaugurèrent un musée consacré à l'Afrique, Le Musée Africain, car longuement explorée par Gaspard Gourgaud, aide de camp de l'empereur Napoléon. Puis ils firent don de ces deux demeures aux musées nationaux. La Maison de l'Empereur, retraçant l'épopée napoléonienne, est rattachée administrativement depuis 1959 au musée national des châteaux de Malmaison et de Bois-Préau.
En 1947, Eva Gebhard crée la Fondation Eva Gebhard-Gourgaud (la Galerie Gourgaud), en mémoire de l'ancêtre de son mari, Napoléon Gourgaud (1881-1944) possédant une collection unique d'œuvres d'art, et qui a pour vocation de préserver le patrimoine culturel ; Eva Gebhard a contribué à plus de sept cents projets de préservation historique dans le New Jersey (près de New York) et dans la Nouvelle-Angleterre.
La Galerie Gourgaud à Cranbury (New-Jersey) dépend depuis 2006 du Cranbury Arts Council et propose chaque mois depuis 2003 une nouvelle exposition avec la réception d'un artiste.

## Dans la même famille
- Son petit-neveu Jean Kreitmann ;
- Son neveu Louis Kreitmann ;
- Le général Louis Kreitmann, époux de sa cousine germaine Catherine Blanc ;
- Son oncle par alliance, le baron Jules Blanc ;
- Son oncle Jean-Charles de Montherot, fils de Suzanne de Lamartine et époux de sa tante Noémie Blanc ;
- Son grand-oncle le poète Alphonse de Lamartine, frère de Suzanne de Montherot née Lamartine;
- Son grand-oncle le baron Nicolas Blanc ;
- Gustave Roussy, oncle de Valérie Keser, l'épouse de son neveu Louis Kreitmann ;
- Émile-Louis Roussy, père de Gustave Roussy ;
- Pierre-Samuel Roussy, père d'Émile-Louis Roussy.